# The seven deadly sins
The seven deadly sins (Japanse naam: 七つの大罪, Nanatsu no Taizai) is een Japanse mangaserie geschreven en getekend door Nakuba Suzuki. De strip werd voorgepubliceerd in het tijdschrift Weekly Shōnen Magazine van Kodansha. Tussen oktober 2012 en mei 2020 verschenen er 40 albums van The seven deadly sins.
In 2020 eindigde de manga. Nakuba Suzuki werkt hierna aan een manga, die zich in dezelfde wereld als The seven deadly sins afspeelt. Dit vervolg, Four Knights of the Apocalypse, wordt vanaf 27 januari 2021 voorgepubliceerd.

## Inhoud
De strip gaat over een groep ridders genaamd The seven deadly sins. Jaren geleden voor het begin van de serie zijn ze uit elkaar gegaan nadat ze onterecht beschuldigd werden van verraad. In het begin van de serie vindt een prinses genaamd Elizabeth hun leider Meliodas en samen gaan ze op zoek naar de andere ridders om de waarheid te achterhalen. Later komen er naast mensen nog andere soorten bij zoals reuzen, feeën, demonen, godinnen en vampiers.